# Sibirische Schwertlilie

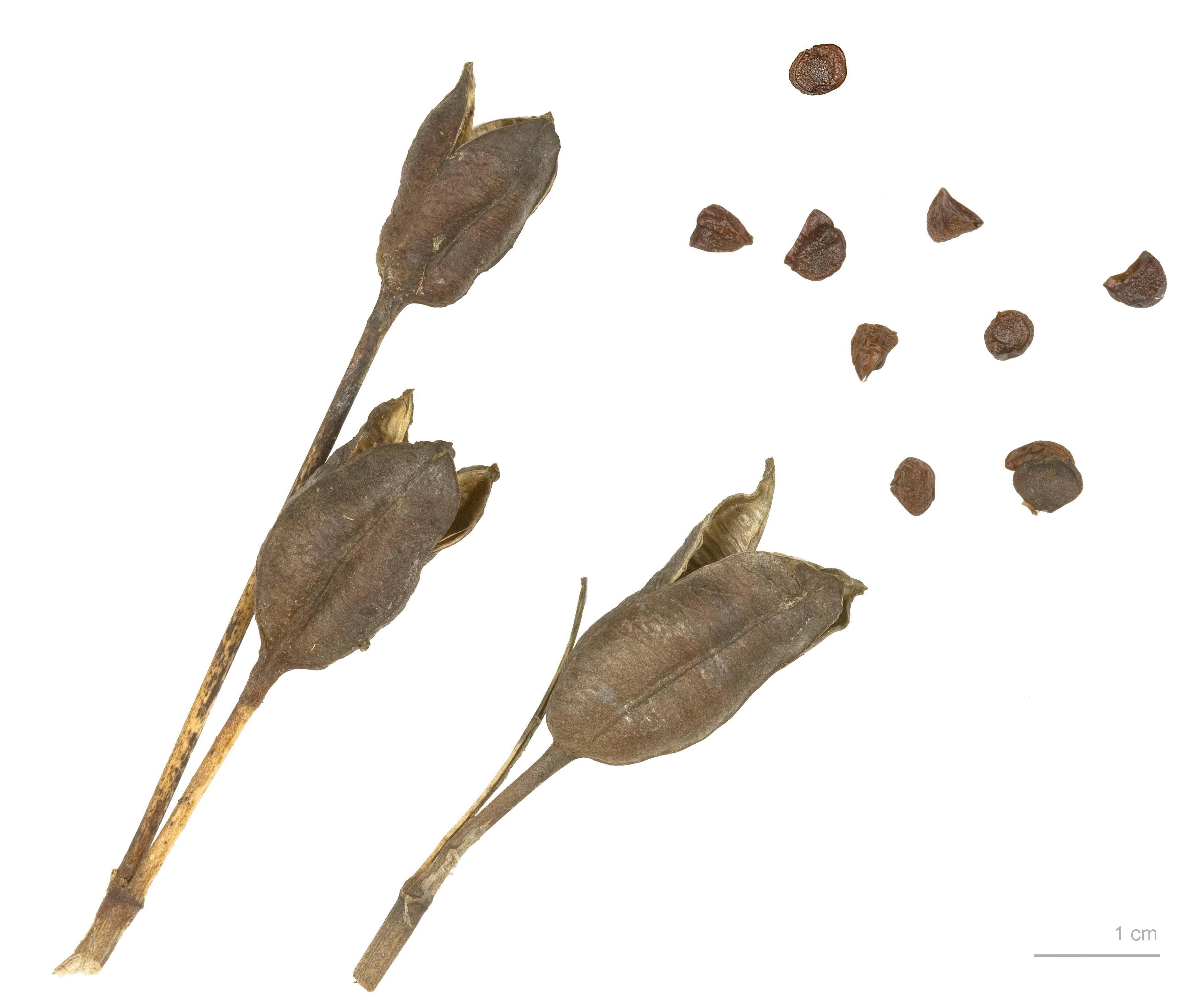
Iris sibirica

Die Sibirische Schwertlilie (Iris sibirica), auch Wiesen-Schwertlilie und Blaue Schwertlilie genannt, ist eine Pflanzenart aus der  Familie der Schwertliliengewächse (Iridaceae). Sie wird als Zierpflanze genutzt.

## Beschreibung
Die Sibirische Schwertlilie ist eine ausdauernde, krautige Pflanze, die Wuchshöhen von 50 bis 120 Zentimeter erreicht. Sie bildet kompakte, von Überresten alter Blätter bedeckte Rhizome mit einem Durchmesser von 0,9 bis 1,2 cm als Überdauerungsorgane aus, die sich verzweigen und dadurch oft große Horste ausbilden. Die aufrechten, einfachen oder bis zu dreifach verzweigten Stängel sind rund und hohl. Die zweizeilig angeordneten, reitenden, auf beiden Seiten dunkelgrünen, an ihrer Basis etwas rosafarbenen Laubblätter sind kürzer als der Stängel, 25 bis 80 cm lang und 0,4 bis 0,9 cm breit.
Die Blütenstände enthalten zwei bis fünf Blüten. Zur Blütezeit sind die schmalen bis zu 4 cm breiten Hochblätter braun und papierartig. Die Blütenstiele sind unterschiedlich lang, die am frühesten nur bis 1 cm und die am spätesten aufblühenden bis zu 15 cm lang. Die dreizähligen, zwittrigen Blüten duften nicht und weisen einen Durchmesser von 6 bis 7 cm auf. Die „Hängeblätter“ sind blau bis blauviolett gefärbt und 3 bis 6 cm lang. Ihre Platte weist einen weißen, stark geaderten Fleck auf. Sie verschmälert sich plötzlich in den Nagel. Dieser ist heller und dunkelgeadert. Die „Domblätter“ sind dunkler und violett geadert. Es ist nur ein Kreis mit drei Staubblättern vorhanden. Die Bestäubung erfolgt durch größere Insekten.
Die Blütezeit reicht von Mai bis Juni.
Die dreikantigen, glatten Kapselfrüchte sind 3 bis 4,5 × 1 bis 1,3 cm groß und öffnen sich nur im oberen Viertel bis Drittel. Die Samen stehen in jeder der drei Fruchtfächer in zwei Reihen. Die dunkelbraunen Samen sind D-förmig, abgeflacht, 5 × 3 mm groß.
Die Chromosomenzahl beträgt 2n = 28.

## Vorkommen

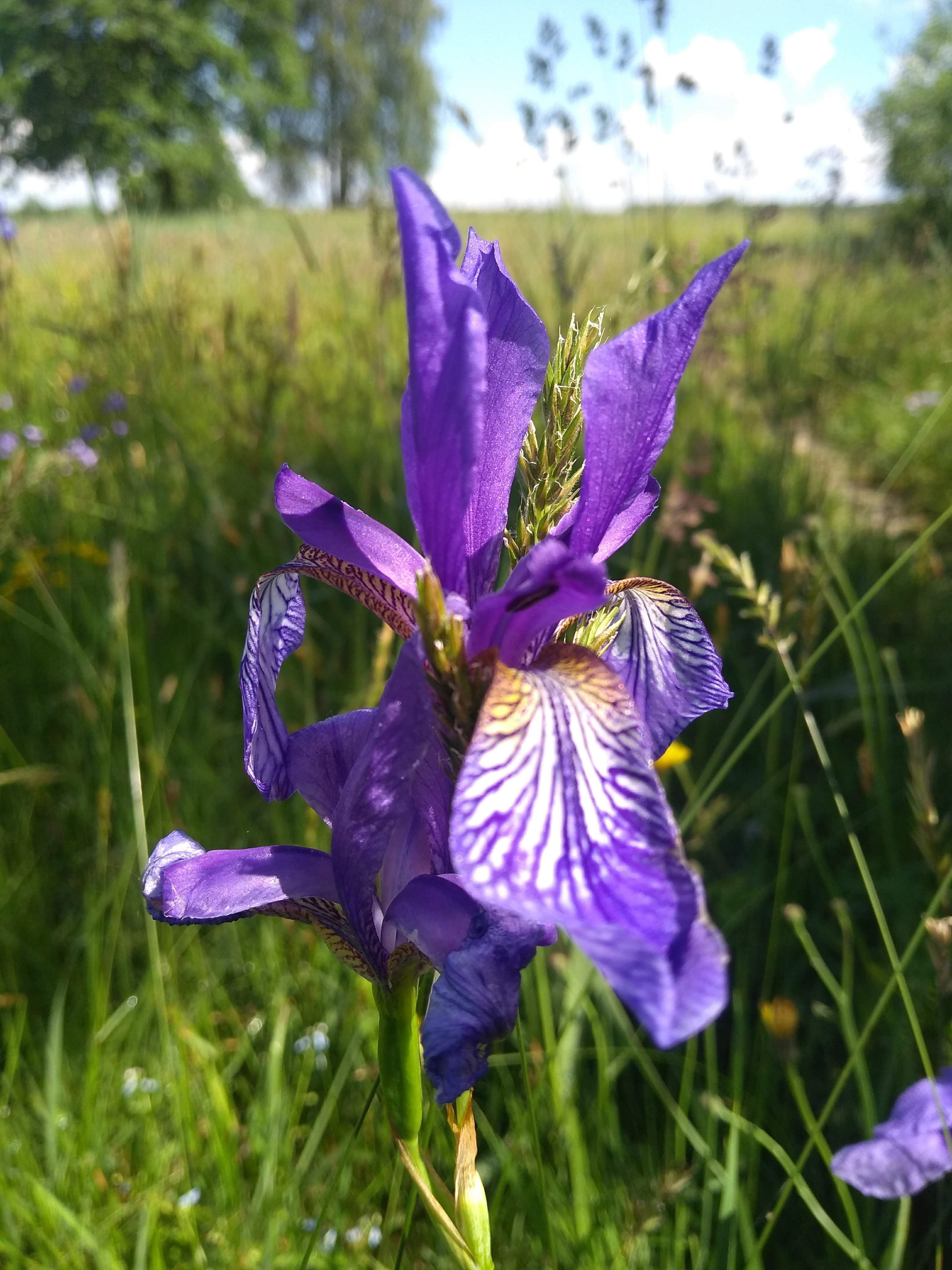
Blüte der Iris sibirica in Tunau am Bodensee

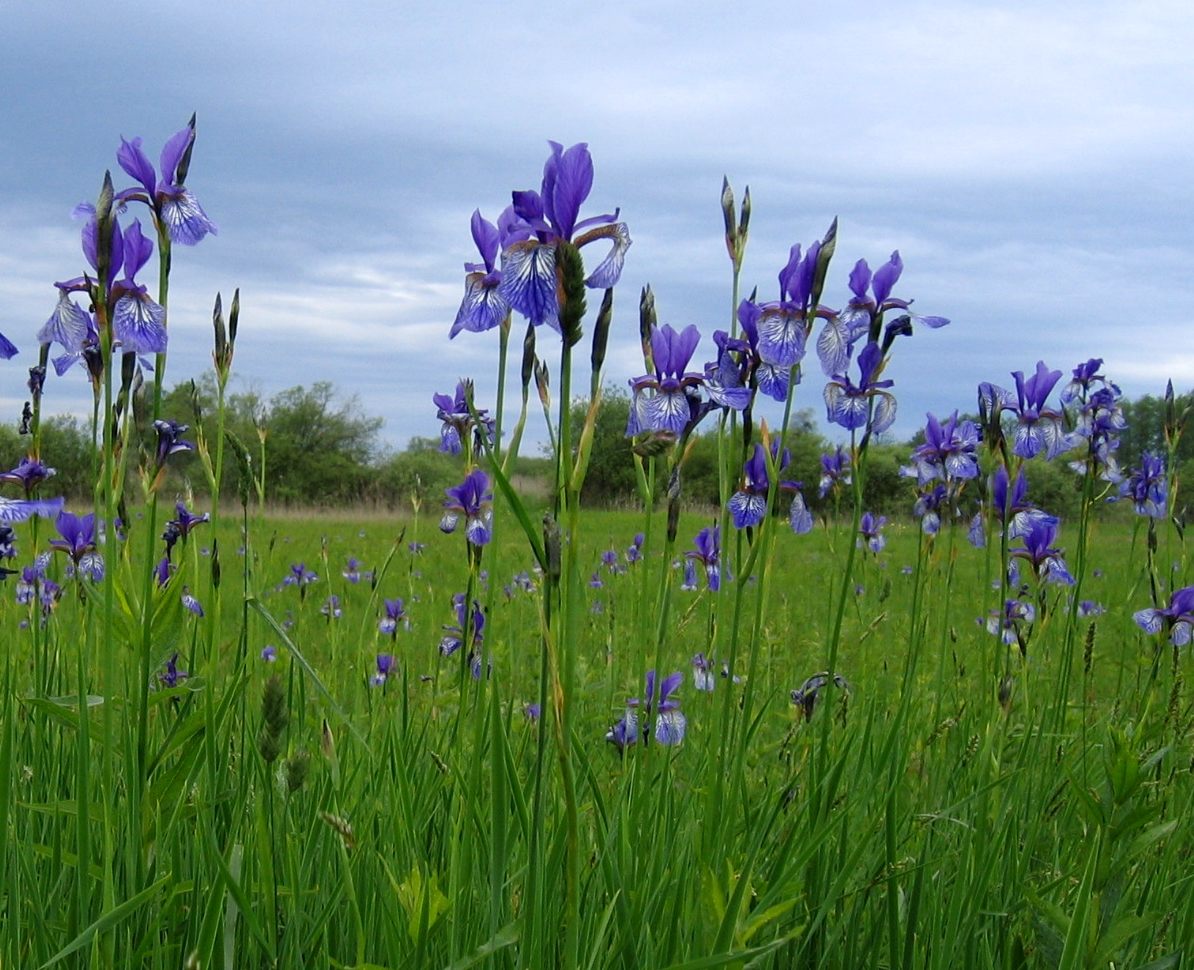
Bestand von Iris sibirica im Eriskircher Ried

Die Sibirische Schwertlilie kommt im warmgemäßigten bis gemäßigten Europa und West-Sibirien bis zum Altai vor. Sie wächst in sumpfigen Au- und Waldwiesen, in Mitteleuropa besonders in Gesellschaften der Verbände Molinion oder Cnidion.
Die ökologischen Zeigerwerte nach Landolt & al. 2010 sind in der Schweiz: Feuchtezahl F = 4w+ (sehr feucht aber stark wechselnd), Lichtzahl L = 4 (hell), Reaktionszahl R = 4 (neutral bis basisch), Temperaturzahl T = 4 (kollin), Nährstoffzahl N = 2 (nährstoffarm), Kontinentalitätszahl K = 3 (subozeanisch bis subkontinental).
Im Osten der USA und in Südost-Kanada ist Iris sibirica eingebürgert.

## Systematik
Der botanische Artname Iris sibirica wurde 1753 von Carl von Linné in Species Plantarum, 1, 39 erstveröffentlicht.
Iris sibirica L. gehört zur Sektion: Limniris in der Untergattung Limniris innerhalb der Gattung Iris.

## Nutzung
Die Sibirische Schwertlilie wird verbreitet als Zierpflanze für Gewässerufer, Rabatten und Naturgärten genutzt. Sie ist seit spätestens 1594 in Kultur. Es gibt zahlreiche Sorten (Auswahl):
- 'Albiflora': Die Blüten sind weiß und weisen gelegentlich eine blaue Aderung auf.
- 'Möve': Die Blüten sind elfenbeinfarben.
- 'Superba': Die Sorte ist frühblühend.

Tetraploide Formen mit waagerechten Hängeblättern und größeren Blüten gibt es seit 1960.

## Sonstiges
Am 22. Oktober 2009 wurde die Sibirische Schwertlilie zur Blume des Jahres 2010 gewählt.